# 노부시나촌
노부시나촌(일본어: 信級村)은 일본 나가노현 사라시나군에 있던 촌이다. 현재의 나가노시에 해당한다.

## 역사
- 1889년 4월 1일 - 정촌제 시행에 의해 노부시나촌을 포함한 2촌의 구역을 확장해 성립하였다.
- 1892년 10월 14일 - 노부시나촌의 일부를 분립해 성립하였다.
- 1955년 3월 31일 - 가미미노치군 히하라촌과 합병해 신슈신정이 성립하여, 동일 노부시나촌은 폐지되었다,

## 참고문헌
- 角川日本地名大辞典 20 長野県